# 王海清
王海清（1916年—1989年），原名王毕银，男，安徽六安人，中华人民共和国军事人物，中国人民解放军少将。